# Antocha (Antocha) brevistyla
Antocha (Antocha) brevistyla is een tweevleugelige uit de familie steltmuggen (Limoniidae). De soort komt voor in het Palearctisch gebied.